# Cerklje na Gorenjskem község
Cerklje na Gorenjskem község (szlovén nyelven Občina Cerklje na Gorenjskem) Szlovénia 212 alapfokú közigazgatási egységének, azaz községének egyike a Gorenjska statisztikai régióban, a történelmi Felső-Krajna része, központja Cerklje na Gorenjskem város.

## A községhez tartozó települések
A községhez Cerklje na Gorenjskem székhelyen kívül a következő települések tartoznak:
- Adergas
- Ambrož pod Krvavcem
- Apno
- Cerkljanska Dobrava
- Češnjevek
- Dvorje
- Glinje
- Grad
- Lahovče
- Poženik
- Praprotna Polica
- Pšata
- Pšenična Polica
- Ravne
- Šenturška Gora
- Sidraž
- Šmartno
- Spodnji Brnik
- Štefanja Gora
- Stiška Vas
- Sveti Lenart
- Trata pri Velesovem
- Vašca
- Velesovo
- Viševca
- Vopovlje
- Vrhovje
- Zalog pri Cerkljah
- Zgornji Brnik

## Népesség
| Lakosok száma | 6803 | 6925 | 7122 | 7229 | 7317 | 7406 | 7532 | 7585 | 7712 | 7796 |
|               | 2008 | 2009 | 2011 | 2012 | 2013 | 2015 | 2016 | 2017 | 2019 | 2020 |